# Trematodosi
Una trematodosi és una helmintosi per trematodes. Les més freqüents són les esquistosomosis, les quals són incloses per l'Organització Mundial de la Salud (OMS) a la llista de les 20 Malalties tropicals desateses (MTD). També hi inclou les trematodosis transmeses per alimentació, concretament: clonorquiosi, causada per Clonorchis sinensis', fasciolosi, opistorquiosi i paragonimosi.